# لون تری (آیووا)
لون تری (به انگلیسی: Lone Tree) شهری در ایالت آیووا کشور ایالات متحده آمریکا است که جمعیت آن در سرشماری سال ۲۰۱۰ میلادی، ۱٬۳۰۰ نفر بوده‌است.